# Matthew William Peters
Matthew William Peters né à Freshwater en 1741 ou 1742 et mort à Brasted (Kent) en 1814 est un peintre, dessinateur, aquarelliste et graveur de portrait et de genre britannique. 
Il est connu sous le nom de William Peters car il signe ses tableaux « W. Peters ». Après sa carrière d'artiste, Peters devient pasteur anglican et chapelain du roi George IV.

## Biographie

### Jeunesse et formation
Matthew William Peters naît à Freshwater, sur l'Île de Man, en 1741, ou 1742,. Il est le fils de Matthew Peters (né à Belfast en 1711), ingénieur civil et membre de la Royal Dublin Society, et d'Elizabeth, la fille aînée de George Younge de Dublin. La famille a déménagé d'Angleterre à Dublin lorsque Peters était jeune, où son père « a donné des conseils sur l'amélioration des lacs et des rivières pour la navigation » et a publié deux traités sur le sujet.
Peters reçoit sa formation artistique de Robert West à Dublin. En 1756 et 1758, il reçoit des prix de la première école de dessin de Dublin. En 1759, il est envoyé par la Dublin Society à Londres pour devenir élève de Thomas Hudson et reçoit une prime de la Society of Arts. Le groupe a également payé pour qu'il se rende en Italie afin d'étudier l'art de 1761 à 1765. Le 23 septembre 1762, il est élu à l'Académie du dessin de Florence ; selon le Rijksbureau voor Kunsthistorische Documentatie, il a travaillé la même année à l'académie de dessin de Pompeo Batoni, à Rome.

### Carrière d'artiste
Matthew William Peters retourne en Angleterre en 1765 et expose des œuvres à la Society of Artists de 1766 à 1769. À partir de 1769, Peters expose des œuvres à la Royal Academy. En 1771, il est élu membre associé et en 1777 académicien. Il retourne en Italie en 1771 et y reste jusqu'en 1775. Il se rend aussi à Paris en 1783-1784, où il rencontre Louis-Léopold Boilly, Antoine Vestier, et est influencé par l'œuvre de Jean-Baptiste Greuze.
Le 27 février 1769, Peters devient franc-maçon et il est nommé grand portraitiste des francs-maçons et premier grand maître provincial du Lincolnshire en 1792. En 1785, il expose des portraits du duc de Manchester et de Lord Petre en tant que Grand maître à l'exposition de la Royal Academy.
Il a également peint cinq œuvres inspirées des drames de William Shakespeare pour le projet éditorial de John Boydell de 1786 appelé Boydell Shakespeare Gallery et six pour l'Irish Shakespeare Gallery. 
On sait qu'il facture 80 guinées pour la peinture de portraits en pied.
Selon l'entrée de Robin Simon dans l'Oxford Dictionary of National Biography, « aucun [artiste] contemporain britannique n'avait une manière aussi italienne de peindre que Peters, reflétant les vieux maîtres qu'il a copiés ».

Œuvres de Matthew William Peters
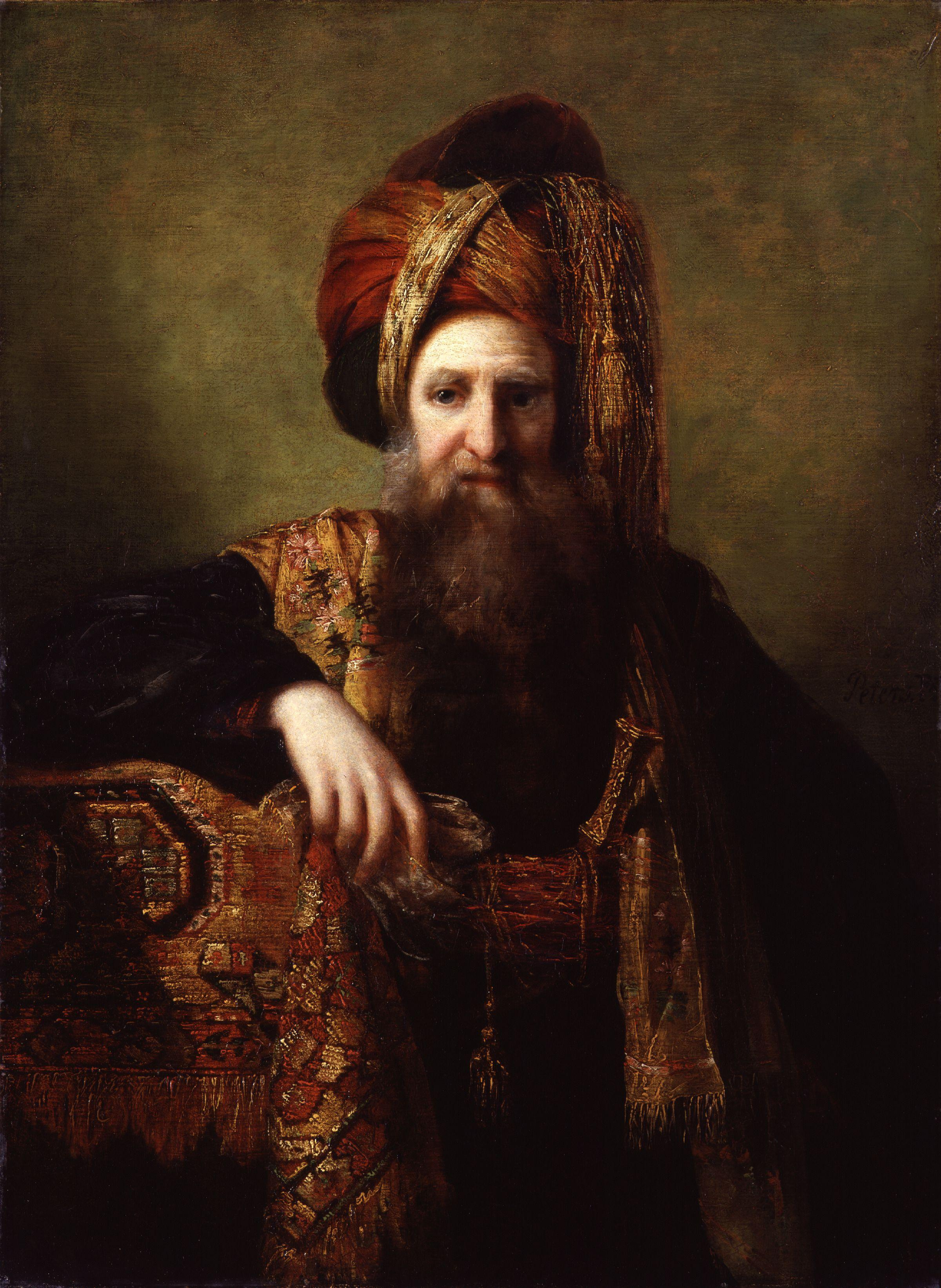
Edward Wortley Montagu, 1775, Londres, National Portrait Gallery.
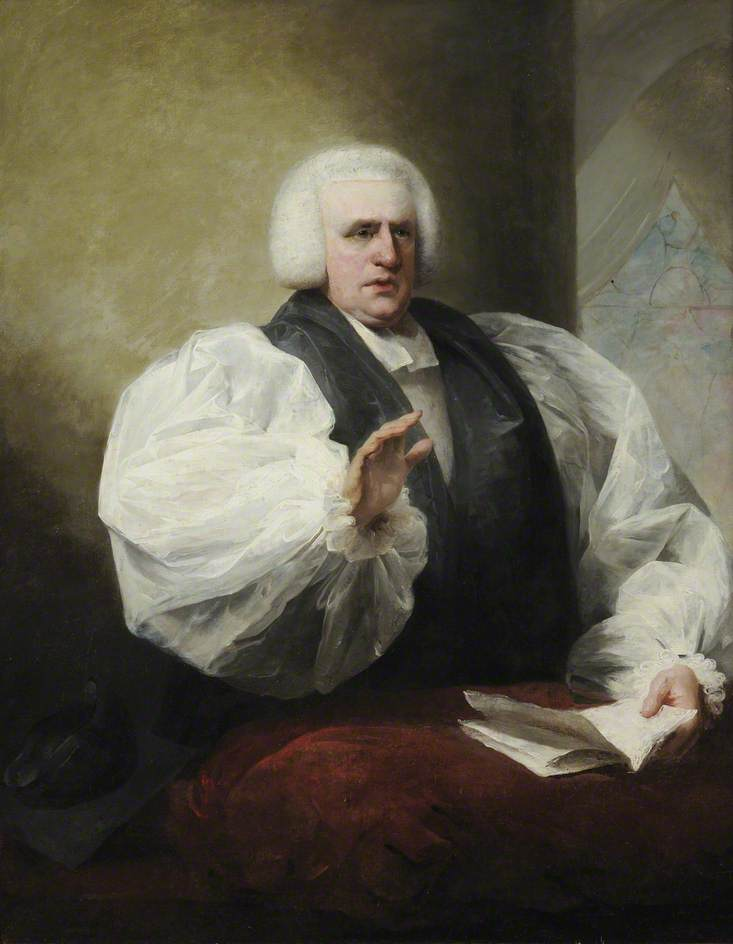
Portrait de John Hinchliffe, vers 1788, Cambridge, Trinity College.
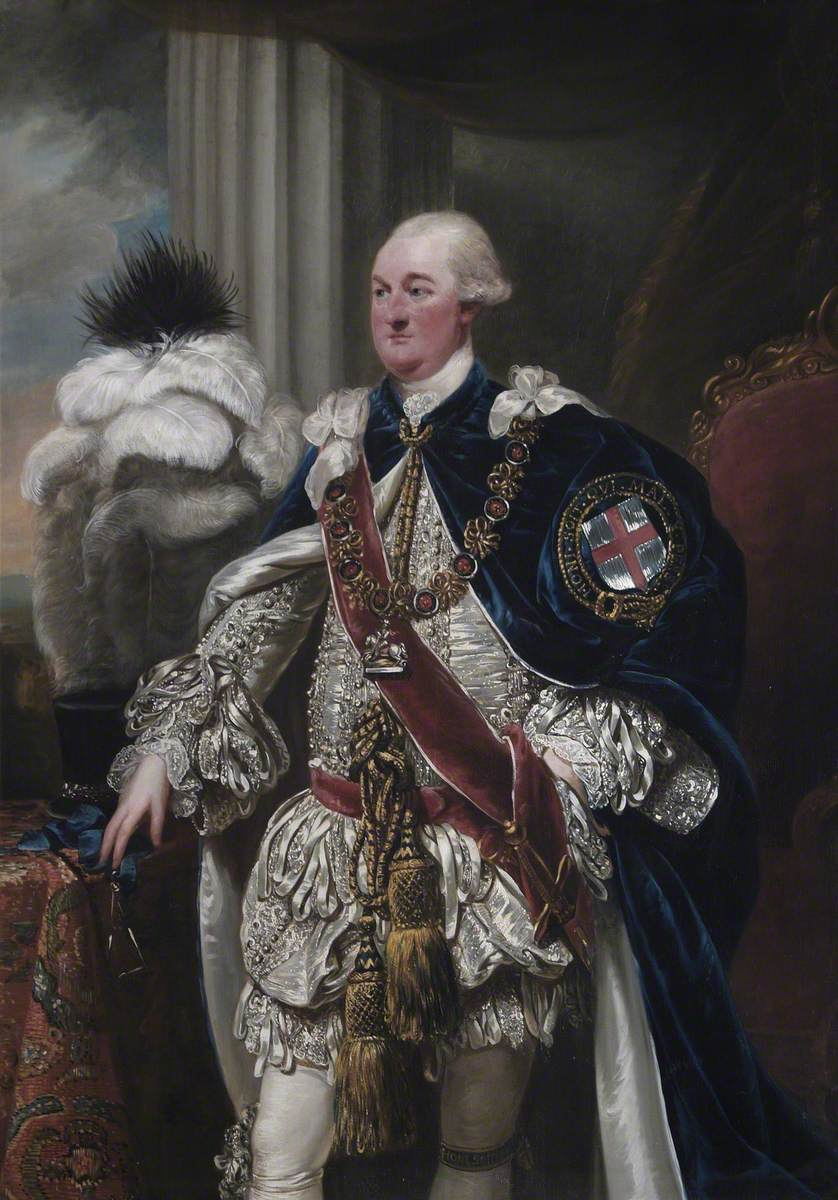
Henry Frederick (1745–1790), 1er duc de Cumberland t Strathearn, Londres, Museum of Freemasonry (en).

### Carrière ecclésiastique

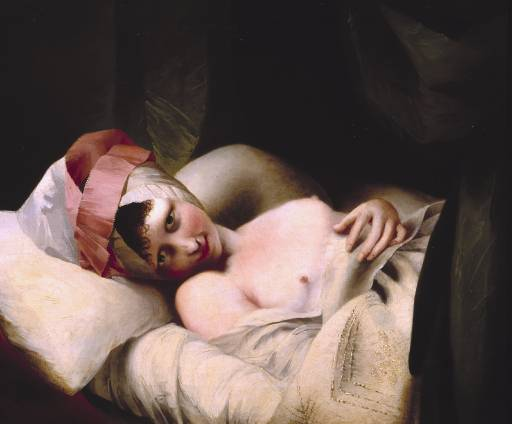
Lydia, vers 1777, Londres, Tate Britain. L'une des œuvres érotiques que regrettera Peters une fois devenu pasteur.

De nombreuses œuvres de Matthew William Peters étaient érotiques et bien que ces œuvres n'aient pas nui à sa carrière, selon Simon, Peters les a regrettées plus tard lorsqu'il a été ordonné prêtre en 1781. Il devient chapelain de la Royal Academy de 1784 à 1788, date à laquelle il démissionne pour tenir le même poste du prince de Galles.
En 1784, Charles Manners, 4e duc de Rutland, lui accorde le droit de vivre à Scalford, dans le Leicestershire. En 1788, la duchesse douairière lui offre de s'installer à Knipton (en), et se voit également offrir un logement à Woolsthorpe by Belvoir. Ces habitations étaient proches du château de Belvoir, dont il devient le conservateur de tableaux. Il devient prébendier de la cathédrale de Lincoln en 1795, d'abord à St Mary (Crackpool), avant d'obtenir une meilleure position à Langford Ecclesia, dans l'Oxfordshire. Cette même année, il acquiert également le logement à Eaton. Après 1800, les disputes maçonniques obligent Peters à vivre presque exclusivement à Langford,.
Au cours de ces années, Peters a également peint des œuvres religieuses, dont une Annunciation (« Annonciation ») pour la cathédrale de Lincoln et The Resurrection of a Pious Family (« La Résurrection d'une famille pieuse »).
Le 28 avril 1790, il se marie avec Margaret Susannah Knowsley, avec qui il a cinq enfants.
Matthew William Peters meurt le 20 mars 1814 à Brasted, dans le Kent.

## Œuvre

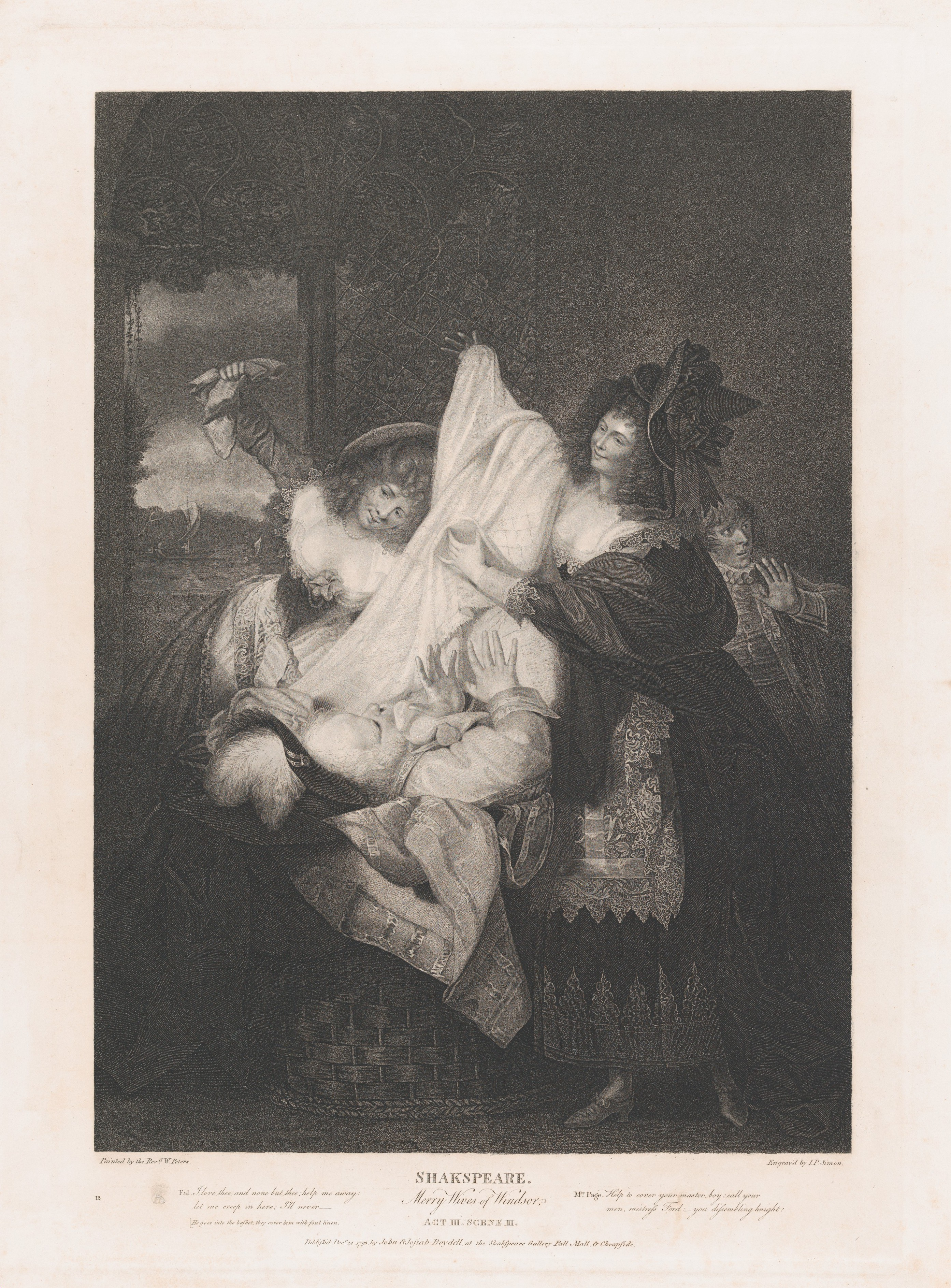
Falstaff in the Buck Basket, gravure de Jean-Pierre Simon illustrant la pièce de William Shakespeare, Les Joyeuses Commères de Windsor (Act III, scene 3) d'après un tableau de Matthew William Peters pour la Boydell Shakespeare Gallery de John Boydell (1786).

Les cinq tableaux Matthew William Peters produits pour la Boydell Shakespeare Gallery illustrent les pièces suivants :
- Beaucoup de bruit pour rien (Act III, scene 1), conservé à Pittsburgh au Carnegie Museum of Art ;
- Les Joyeuses Commères de Windsor (Act III, scene 3), localisation inconnue[6] ;
- Les Joyeuses Commères de Windsor (Act II, scene 1), localisation inconnue[7] ;
- Henri VIII (Act V, scene 4), conservé à Fredericton à la Galerie d'art Beaverbrook ;
- Henry VIII (Act III, scene 1), localisation inconnue.